# Такстон (Мисисипи)
Такстон (енгл. Thaxton) град је у америчкој савезној држави Мисисипи.

## Демографија
По попису из 2010. године број становника је 643, што је 130 (25,3%) становника више него 2000. године.
| Група             | 2000.       | 2010.       |
| Белци             | 503 (98,1%) | 628 (97,7%) |
| Афроамериканци    | 4 (0,8%)    | 4 (0,6%)    |
| Азијати           | 0 (0,0%)    | 0 (0,0%)    |
| Хиспаноамериканци | 6 (1,2%)    | 9 (1,4%)    |
| Укупно            | 513         | 643         |